# Ionuț Cazan
Ionuț Cosmin Cazan (* 29. August 1981 in Cluj-Napoca) ist ein ehemaliger rumänischer Fußballspieler. Er bestritt insgesamt 13 Spiele in der Liga 1.

## Karriere

### Verein
Cazan begann seine Karriere in der Jugendabteilung von CFR Cluj in der Divizia B. Im Januar 2005 wechselte er zu Gaz Metan Mediaș. Ein halbes Jahr später unterschrieb er einen Vertrag bei Unirea Dej. Er brachte es auf 25 Spiele für Dej. Nach einer Saison wechselte er zu Apulum Alba Iulia. Im Januar 2008 wechselte er zum FC Argeș Pitești. Am 10. August 2008 gab er sein Debüt in der Liga 1, als er beim 1:0-Sieg gegen FC Brașov spielte. Im weiteren Verlauf der Saison 2008/09 kam er auf zwölf weitere Einsätze. Am Saisonende wurde seinem Klub die Lizenz entzogen. Cazan blieb Argeș auch in der Liga II treu. Nach Ende der Spielzeit 2009/10 wurde sein Vertrag nicht verlängert. Nachdem er keinen neuen Verein mehr gefunden hatte, beendete er seine Laufbahn.